# Dick Advocaat

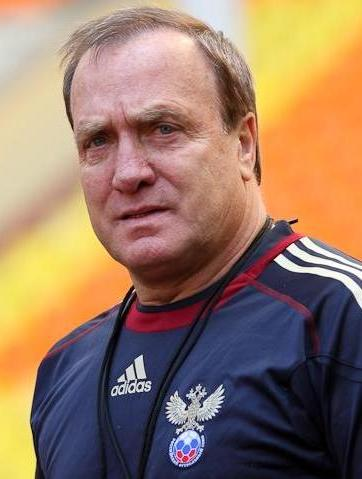
"Dick" Advocaat el 2011

Dirk Nicolaas «Dick» Advocaat (La Haia, 27 de setembre del 1947) és un entrenador i exjugador de futbol neerlandès.
Durant la seva carrera com a jugador i entrenador de futbol, Advocaat ha tingut bastant èxit, com demostra el fet que defensés els colors de la seva selecció nacional en tots dos casos. Ha estat entrenador de diversos clubs de futbol neerlandesos, així com d'altres equips internacionals, com ara l'FC Zenit Sant Petersburg (amb el qual va guanyar la Copa de la UEFA), així com les seleccions nacionals de diversos països, inclosos els de Corea del Sud, Bèlgica i Rússia. Se'l coneix com a Petit General, en referència al seu mentor, Rinus Michels, que era conegut com a General.

## Biografia

### Com a jugador

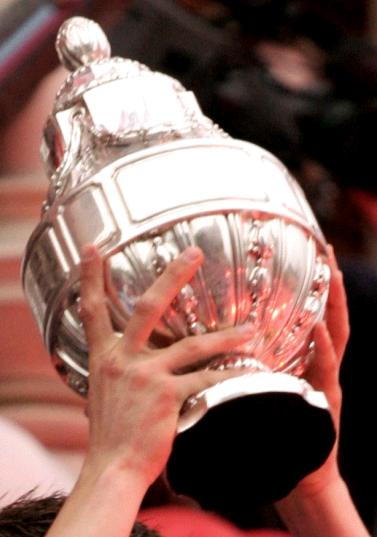
Advocaat guanya la Copa KNVB com a jugador de l'ADO Den Haag.

Advocaat, com a jugador, va destacar com a migcampista defensiu. La seva carrera va començar amb divuit anys, quan va fitxar per l'ADO Den Haag, amb qui va debutar a primera amb vint-i-un anys, el 1967. El primer partit que va disputar va ser el 21 de maig d'aquell any en la victòria (3-0) contra l'FC Groningen. Tot i així, poc després de debutar, acabada la temporada 1966-67, la franquícia San Francisco Golden Gate Gales va importar l'equip neerlandès, inclòs Advocaat, per jugar sis setmanes a la United Soccer Association, com a part d'un programa per fer aquest esport més popular als Estats Units d'Amèrica. La següent temporada, de nou als Països Baixos, va ser la temporada en què Advocaat va aconseguir el seu únic títol com a jugador, al vèncer en la final de la Copa KNVB el 1968 La temporada 1969-70 va començar a ser titular, arribant a jugar 29 partits i marcant el seu primer gol amb el Den Haag; va jugar 33 partits la temporada següent. A partir de la temporada 1971-72, el club es va fusionar amb el Holland Sport, passant a denominar-se FC Den Haag. Aquell any, Advocaat va disputar 66 partits i va marcar sis gols. En total, Dirck Advocaat va jugar 147 partits i va marcar set gols amb el Den Haag.
Entre els anys 1973 i 1976, la carrera futbolística d'Advocaat va continuar al Roda JC. Durant aquest període, el jugador neerlandès va disputar 121 partits i va marcar dos gols; l'any 2009, Goal.com el va descriure com un dels jugadors més famosos que havien jugat a l'equip. Després d'això, Advocaat va fitxar pel VVV Venlo. En la seva primera temporada amb el nou equip, la 1976-77, Advocaat va marcar 2 gols en 20 partits. Va disputar-ne 33 la temporada 1977-78, marcant quatre gols, i en va disputar 21 en la qual seria la seva última temporada a l'equip. En total, doncs, va jugar 74 partits i va marcar 6 gols amb el Venlo.
El 1978 Advocaat va marxar als Estats Units per jugar amb el Chicago Sting de la in the North American Soccer League (NASL). La primera temporada va disputar un total de 24 partits, aconseguint marcar dos gols. La següent temporada va aconseguir marcar-ne tres més, jugant 28 partits, i durant la seva última temporada a la NASL, Advocaat va jugar 29 partits, aconseguint marcar només un gol. Durant el descans de la NASL entre 1979 i 1980, Advocaat va tornar als Països Baixos per jugar al Den Haag, amb qui va jugar 11 partits i va marcar 1 gol.
Ja acabada la temporada del 1980 a la NASL, Advocaat va fitxar per l'Sparta de Rotterdam per disputar el final de la temporada 1980-81. Va passar 18 mesos a l'equip, on va disputar 61 partits i va marcar 6 gols. Després d'això, Advocaat va marxar a Bèlgica per jugar amb el K. Berchem Sport de la Segona Divisió belga de futbol. Només hi va jugar deu partits, de totes maneers, abans de tornar a l'Eredivisie per jugar amb l'FC Utrecht, on va disputar 38 partits abans de retirar-se com a jugador professional.

### Com a entrenador

#### Primers equips
Paral·lelament a la seva carrera com a jugador de futbol, Advocaat era professor d'educació física; la seva carrera com a entrenador va començar el 1981 quan, amb 32 anys, el seu germà gran el va recomanar per entrenar el Door Samenwerking Verkregen Pijnacker (DSVP), un equip amater. Advocaat va entrenar aquest conjunt durant els últims quatre anys que va jugar amb l'Sparta de Rotterdam i l'Utrecht.
El 1984, Advocaat va convertir-se, inesperadament, en assistent del seleccionador nacional dels Països Baixos Rinus Michels. Advocaat va esdevenir el protegit de Michels, qui era conegut com el General. Per aquest motiu, Advocaat va rebre el sobrenom de Petit General. El 1987, Advocaat va ser contractat per entrenar el seu primer equip professional, el HFC Haarlem. Va entrenar aquest equip durant dos anys, abans de marxar al Schiedamse Voetbal Vereniging (SVV) com a entrenador. A l'SVV, juntament amb el director tècnic Wim Jansen, Advocaat va ajudar l'equip a guanyar l'Eerste Divisie la temporada 1989-90, aconseguint pujar a l'Eredivisie. El 1991, el SVV es va fusionar amb l'equip veí, l'FC Dordrecht, que no havia aconseguit promocionar. L'SVV va acabar 16è, tot i que no va baixar de divisió, ja que va superar el play-off de descens. Els dos equips van competir com a SVV/Dordrecht '90 surant la temporada 1991-92, tot i que va acabar per convertir-se en el FC Dordrecht la següent temporada, després que Advocaat marxés del club. Malgrat l'èxit en els dos clubs en què havia entrenat, Advocaat era criticat durant els seus primers anys com a entrenador per jugar a un futbol molt defensiu.

#### Selecció neerlandesa (primera etapa)
El 1990 Advocaat va tornar a ser assistent de Michels, que havia estat cridat per quarta vegada per entrenar la selecció de futbol dels Països Baixos durant la fase de classificació per disputar l'Eurocopa del 1992. En el transcurs d'aquesta competició, es va fer evident que es tractava de l'última feina de Michels com a entrenador, i just després de la competició Advocaat va esdevenir el nou seleccionador nacional. Advocaat va perdre els seus dos primers partits com a seleccionador: un amistós contra Itàlia, i un partit de classificació per la Copa del Món de Futbol de 1994 contra Noruega. En el transcurs d'aquesta fase classificatòria, Advocaat i Ruud Gullit es van barallar; Gullit no estava satisfet amb la tàctica emprada per Advocaat en un partit contra Anglaterra i la seva substitució abans del final. Després d'això, Gullit es va retirar de la selecció nacional, esperant que la seva acció provoqués l'acomiadament d'Advocaat aquell estiu. Advocaat va aconseguir la classificació per al Mundial després d'una victòria contra Anglaterra. Tot i el resultat, Advocaat estava a punt de perdre la seva feina davant de Johan Cruyff, que va ser escollit per entrenar l'equip de cara al Mundial. No obstant, les converses entre Cruyff i la Reial Associació de Futbol dels Països Baixos es van trencar en l'últim minut, de manera que Advocaat va mantenir el càrrec, provocant que Gullit seguís sense jugar amb la selecció. A la Copa del Món, Advocaat va aconseguir arribar fins als quarts de final, que va perdre per 3-2 contra el Brasil, que es convertiria poc després en la guanyadora del torneig.

#### PSV Eindhoven (primera etapa)
Advocaat va tornar a entrenar pel que fa a clubs, al PSV Eindhoven, un dels equips més potents de l'Eredivise, l'any 1995, en substitució de l'entrenador interí Kees Rijvers; el PSV havia acabat tercer la temporada 1994-95. Quan va arribar a l'equip, al PSV hi havia jugadors com Ronaldo o Luc Nilis; a més a més, aquell any va arribar a l'equip Phillip Cocu. Tot i així, la seva primera temporada a l'equip d'Eindhoven Advocaat només va poder quedar en segona posició. No obstant, aquella temporada va aconseguir el seu primer títol com a entrenador, ja que el PSV va vèncer en la final de la Copa KNVB, que a més a més classificava directament l'equip per disputar la Copa de la UEFA de la temporada següent. L'estiu del 1996, Advocaat va aconseguir fitxar el central neerlandès Jaap Stam, i la seva segona temporada va aconseguir guanyar la Lliga neerlandesa de la temporada 1996-97, assolint també la classificació per disputar la següentLliga de Campions de la UEFA. El junt del 1998 Advocaat va abandonar el club d'Eindhoven

#### Glasgow Rangers
El 1998, Advocaat va acceptar l'oferta del president del Rangers Football Club per convertir-se en el nou entrenador de l'equip escocès. Walter Smith encara era l'entrenador de l'entitat de Glasgow quan es va anunciar la contractació d'Advocaat, però ja havia explicat la seva intenció de renunciar al càrrec.
Quan Advocaat es va fer càrrec del Rangers, va esdevenir el primer entrenador estranger que dirigia l'equip britànic, i només el desè en tota la història del club (que data del 1872). La temporada anterior havia estat l'última de les set en què l'equip va estar entrenat per Walter Smith, i la primera en dotze anys en què l'equip no guanyava cap títol. Alguns dels jugadors del Rangers, que havien guanyat nou lligues van deixar l'equip, inclosos Ally McCoist, Ian Durrant, Andy Goram, i Stuart McCall. Amb el suport financer del propietari de l'entitat, David Murray, Advocaat va invertir molt en l'equip. Així, jugadors com Giovanni van Bronckhorst, Arthur Numan o Andrei Kantxelskis van convertir-se en els primers fitxatges de l'època Advocaat en l'intent de recuperar la supremacia del Rangers a Escòcia.
En la primera temporada d'Advocaat, el Rangers va aconseguir el triplet domèstic al guanyar la lliga, la copa i la copa de la lliga. L'equip, a més a més, també va tenir una breu participació en la Copa de la UEFA. Per agrair-ho, molts aficionats del Rangers van vestir-se amb samarretes i altres peces de color taronja durant la final de copa del 2000, amb motiu de la nacionalitat de l'entrenador i d'alguns dels jugadors de l'equip. La temporada següent, el club va tornar a guanyar la lliga, aquest cop batent el rècord de diferència de punts respecte al segon, que va establir-se en 21. També van tornar a repetir èxit en la copa d'aquell any 2000. En l'edició de la Champions League, l'equip d'Advocaat va eliminar en tercera ronda de classificació el vigent campió de la copa de la UEFA, el Parma. No obstant, l'equip escocès es va eliminar en la fase de grups, on va quedar emparellat amb Bayern de Múnic, PSV Eindhoven i València. Finalment, també seria eliminat de la Copa de la UEFA, aquest cop pel Borussia de Dortmund.
La tercera temporada d'Advocaat a Escòcia va ser molt menys fructífera. Després d'una gran inversió per millorar l'equip, amb fitxatges com el de Tore André Flo per un total de £12 milions, el Rangers no va aconseguir guanyar cap trofeu, ja que el Celtic de Glasgow, dirigit pel seu nou entrenador, Martin O’Neill, va guanyar el triplet domèstic. A nivell europeu, el Rangers es va tornar a classificar, per segona temporada consecutiva, per a la fase de grups de la Champions League. Aquest cop, el sorteig el va eparellar amb Sturm Graz, Galatasaray SK i Monaco. Tot i els bons resultats aconseguits contra l'Sturm Graz i el Monaco, el club no va aconseguir classificar-se pels vuitens de final, quedant tercer per darrere del Galatasaray per només un gol de diferència. Després el Rangers, perdent 3-0 contra el Kaiserslautern alemany, va quedar eliminat també de la Copa de la UEFA.
En la seva última temporada al Rangers, amb el Celtic liderant la classificació de la lliga per més de dotze punts de diferències, Advocaat va dimitir com a entrenador de l'equip el 12 de desembre del 2001. Alex McLeish va ser nomenat com a successor d'Advocaat, que va passar a convertir-se en director general. Finalment, Advocaat renunciaria també a aquest càrrec per passar a ser seleccionador de l'equip neerlandès. Més d'una dècada més tard, el març del 2012, l'etapa d'Advocaat com a entrenador va ésser revisada a consciència, amb motiu de la investigació policial que va patir el club. L'entrenador neerlandès va defensar la despesa que s'havia fet en les contractacions de jugadors i va afirmar que no havia pensat que el club pogués arruïnar-se.

#### Selecció neerlandesa (segona etapa)
Va tornar a la selecció neerlandesa després que Louis van Gaal no aconseguís classificar l'equip taronja per al Mundial de Corea i Japó al gener del 2002, dirigint els Països Baixos en la classificació per a l'Eurocopa 2004. La selecció d'Advocaat va quedar en segona posició, per darrere de la República Txeca, havent de disputar una eliminatòria per disputar la competició a Portugal el 2004. El rival a batre va ser Escòcia, que va aconseguir vèncer en el primer partit per 1-0. Els mitjans de comunicació neerlandesos van criticar el joc de l'equip molt durament, motiu pel qual els jugadors es va negar a atendre als periodistes després de guanyar per 6-0 en el partit de tornada jugat a Amsterdam.
Advocaat va dirigir els Països Baixos durant l'Eurocopa de Portugal, aconseguint arribar fins a les semifinals, que van perdre per 2-1 contra Portugal, l'amfitriona, després d'un molt mal partit. Els mateixos jugadors van criticar les tàctiques aplicades durant el torneig, especialment en el segon partit de la fase de grups, contra la República Txeca; en aquell partit, Advocaat va sorprendre els seus propis homes quan va canviar al veterà Paul Bosvelt, al centre del camp, en substitució del preferit de l'afició, Arjen Robben, qui havia contribuït immensament en el partit amb dues assistències. Els txecs van aprofitar l'oportunitat per capitalitzar la pilota i marcar el gol decisiu. Poc després del torneig, sotmès a molta pressió i, fins i tot, amenaces de mort, Advocaat va renunciar al càrrec d'entrenador el 6 de juliol del 2004.

#### Alemanya i Emirats Àrabs
Després del seu segon pas per la selecció neerlandesa, Advocaat va tornar breument a entrenar un club, el Borussia Mönchengladbach. Tot i així, va renunciar aviat, el 18 d'abril del 2005, després de només sis mesos al càrrec.
Tres mesos després, el juliol d'aquell any, l'entrenador neerlandès va signar un contracte d'un any per esdevenir l'entrenador de la selecció de futbol d'Emirats Àrabs Units, però al setembre va deixar el càrrec per convertir.se en l'entrenador de Corea del Sud a partir de l'1 d'octubre del 2005 fins a la finalització del Mundial d'Alemanya del 2006. Durant la seva breu estada a Emirats Àrabs, Advocaat va dirigir la selecció durant dos partits en el primer Torneig Àrab Amistós, celebrat a Suïssa. Emirats Àrabs va vèncer el primer partit, que els enfrontava a Kuwait; el partit va acabar en empat a 1, però els homes d'Advocaat van estar més encertats des del punt de penal (7-6). La final, que els va enfrontar a Egipte, també va acabar en empat (0-0), però aquest cop la sort no els va somriure, ja que l'equip dels faraons va guanyar per 4-5.

#### Corea del Sud
El primer partit d'Advocaat a càrrec de la selecció de Corea del Sud va ser un partit amistós contra Iran el 12 d'octubre del 2005, en el qual Corea es va imposar per 2–0. Aquell any van jugar dos amistosos més al novembre; un empat contra Suècia i una victòria contra Sèrbia. A principis del 2006, durant el descans en les temporades de lliga, Advocaat va emprendre un viatge amb 23 jugadors de les lligues K-League i J-League, embarcant-se en un stage de 5 setmanes i deu partits. El primer, disputat contra la seva antiga selecció dels Emirats Àrabs, va ser també la seva primera derrota al càrrec de Corea del Sud. D'allà, la selecció coreana va viatjar a Riad, Aràbia Saudita, on van empatar amb la vigent campiona de l'Eurocopa de Portugal, Grècia, i van vèncer contra Finlàndia. Després van desplaçar-se a Hong Kong, on van participar en la Copa Carlsberg 2006, derrotant Croàcia abans de perdre la final contra Dinamarca. Posteriorment, van viatjar a Amèrica, on van perdre contra Costa Rica i van guanyar contra Los Angeles Galaxy i Mèxic. Finalment, el viatge acabava a Alep, el 22 de febrer del 2006, amb un partit de classificació per a la Copa d'Àsia del 2007 contra Síria, que van guanyar per 2-1, acabant el recorregut amb un global de 6 victòries, un empat i tres derrotes. Abans de l'inici de la Copa del Món, Corea del Sud va jugar cinc amistosos més, aconseguint dues victòries, dos empats i una derrota
Al Mundial, Corea del Sud va començar la cita amb una victòria per 2-1 contra Togo. En el segon partit de la fase de grups, van aconseguir marcar en l'últim moment per empatar 1-1 contra França, situant-se en posició de seguir en la següent ronda. No obstant, la derrota per 2-0 contra Suïssa, sumada a la victòria de França contra Togo (2-0), va provocar que la selecció coreana quedés eliminada del Mundial Tot i onsiderar-se uns bons resultats per part de Corea, Advocaat va dimitir.

#### Zenit de Sant Petersburg
El desembre del 2005, l'empresa Gazprom es va fer càrrec del Zenit de Sant Petersburg, equip de la lliga russa. Després d'un inici poc prometedor, l'entrenador de l'equip Vlastimil Petržela va ser destituït. El 26 de juny del 2006 Advocaat va ser contractat per substituir-lo, firmant un contracte per 18 mesos, amb l'opció d'ampliar-lo un any més. El Zenit va acabar la temporada de lliga en quarta posició, aconseguint una plaça per disputar la segona ronda de classificació de la Copa de la UEFA 2007-2008. El desembre d'aquell any, el Zenit va batre dues vegades el rècord de fitxatge més car de la història de la lliga russa de futbol: primer amb la contractació de Pàvel Pogrebniak i, després, amb la d'Alejandro Domínguez.
Durant la seva primera temporada completa a càrrec del Zenit, en la lliga del 2007, Advocaat va conduir l'equip rus a la consecució del seu primer títol de lliga des de la desaparició de la Unió Soviètica. Andrei Arxavin va esdevenir l'estrella d'aquell equip, essent l'únic jugador, a més a més, que va començar més de trenta partits com a titular en lliga. Advocaat va esdevenir el primer entrenador estranger en guanyar el campionat rus i, al guanyar la lliga, el Zenit es va classificar per a la Lliga de Campions de la UEFA 2008-09. L'agost del 2007, Advocaat tenia firmat un preacord per esdevenir el seleccionador d'Austràlia; no obstant, quan l'equip rus va oferir-li una ampliació de contracte de 4 milions de dòlars al novembre, Advocaat va decidir quedar-se al Zenit. A Europa, el Zenit va disputar la Lliga Europa, acabant tecer en la fase de grups, condició que li permetia passar a trenta-dozens de final. Va aconseguir arribar fins a quarts de final eliminant al Vila-real CF i a l'Olympique de Marsella gràcies a la diferència de valor dels gols fora de casa.
Abans de començar la seva tercera temporada de lliga amb el Zenit, com a campions de l'any anterior van disputar la Supercopa russa contra l'Lokomotiv de Moscou, llavors vigent campió de la copa russa. El 9 de març del 2008, l'equip entrenat per Advocaat es va proclamar campió de la supercopa al vèncer el seu rival per 2-0. En l'Europa League, el Zenit va seguir progressant, eliminant els equips alemanys del Bayer Leverkusen i del Bayern de Múnic; així, l'equip rus es va classificar per la final de la competició, que va enfrontar el Zenit contra el Glasgow Rangers, antic equip d'Advocaat. En la gran final de l'Europa League, disputada el 14 de maig del 2008, el Zenit va vèncer per 2-0 al seu rival escocès, convertint-se així en el segon equip rus en aconseguir guanyar un trofeu continental. El 24 d'agost d'aquell any, el jugador del Dinamo de Moscou Danny va ser traspassat al Zenit per la quantitat rècord de 30 milions d'euros. L'arribada de Danny va augmentar les especulacions sobre la possible marxa d'Arxavin, però el club rus va rebutjar substancials ofertes del Futbol Club Barcelona i del Tottenham Hotspur FC. El 29 d'agost, el Zenit va disputar la Supercopa d'Europa contra el campió de la Champions, el Manchester United FC. L'equip rus va aconseguir vèncer per 2-1 gràcies a un gol decisiu del nou fitxatge de l'equip, Danny. A Europa, el Zenit no va poder classificar-se per disputar els vuitens de final de la Lliga de Campions, però va poder seguir a l'Europa League. Aquell any l'equip rus va acabar cinquè en la lliga, classificant-se per la prèvia de la Lliga Europa de l'any següent. El 7 de novembre del 2008, Advocaat va signar un any més amb el club, allargant així el seu contracte fins a finals del 2009. Al desembre del 2008, Advocaat va ser nomenat entrenador de l'any a Rússia.
El gener del 2009, els rumors van tornar a situar Arxavin fora del club. Abans d'acabar el mercat d'hivern, el jugador rus va amenaçar de declarar-se en vaga si no era venut. Arshavin, finalment, va ser venut a l'Arsenal FC, a l'últim minut, i per un total de £16,9 milions de lliures. Al febrer, el Zenit va aconseguir arribar als setzens de final de l'Europa League, però va quedar eliminat en aquella ronda en ser superat per l'Udinese Calcio italià (2-1 en el global de l'eliminatòria). En la lliga russa de la temporada 2009, Advocaat va alinear set jugadors estrangers en un mateix partit (un més dels que permet la normativa de la lliga russa) contra el Lokomotiv de Moscou l'abril del 2009. Advocaat va admetre que s'havia confós, i el club va ser multat, tot i que no se li van restar punts en la classificació. El maig d'aquell any, Advocaat va acceptar convertir-se en el nou seleccionador de Bèlgica quan el seu contracte amb el Zenit concluís, el gener del 2010. De totes maneres, el 10 d'agost, després d'un seguit de mals resultats, Advocaat va ser despatxat del Zenit quan l'equip era setè en lliga.

#### Selecció belga i AZ Alkmaar (primera etapa)
Abans de ser despatxat del Zenit, Advocaat ja havia signat un contracte de dos anys, per un total de 1,688,400 dòlars EUA per fer-se càrrec de la selecció belga a partir del 2010, però Bèlgica no va aconseguir la classificació per a la Copa del Món de Sud-àfrica, fet que va motivar el cessament de Franky Vercauteren, seleccionador del moment, així com la contractació d'Advocaat a partir de l1 d'octubre del 2009. Els primers dos partits d'Advocaat a càrrec de la selecció belga van ser els restants partits de la fase de classificació; tot i estar ja eliminats, Bèlgica va aconseguir una victòria per 2-0 contra Turquia, així com una derrota, també per 2-0, contra Estònia. A finals d'aquell any, Bèlgica va aconseguir dues noves victòries, en partits amistosos, contra Hongria i Qatar. No obstant, el primer partit de l'any 2010 el va perdre, aquest cop davant Croàcia.
El 6 de desembre del 2009 es va anunciar que Advocaat compaginaria les seves tasques com a seleccionador nacional belga amb les d'entrenador de l'AZ Alkmaar. L'entrenador neerlandès succeiria així a Ronald Koeman, que havia estat despatxat el dia abans. El 10 de desembre següent, Dick Advocaat era presentat com a nou entrenador de l'equip d'Alkmaar. El seu primer partit com a nou entrenador de l'AZ va ser contra el PSV Eindhoven, el 12 de desembre, en partit de la lliga neerlandesa; l'equip d'Advocaat va perdre per 1-0. La seva primera victòria vindria la setmana següent, quan l'AZ va guanyar per 3-0 a l'ADO Den Haag.
El 15 d'abril del 2010, Advocaat va deixar el seu càrrec com a seleccionador belga després de trencar el seu compromís contractual amb l'Associació belga de futbol, a causa de les especulacions sobre la possible contractació de l'entrenador neerlandès per fer-se càrrec de la russa. Més tard, Advocaat va ser, efectivament, contractat per dirigir l'equip nacional rus, i va annciar la seva intenció de deixar també la direcció de l'AZ a finals de temporada. El 22 d'abril del 2010, es va anunciar que Gertjan Verbeek es faria càrrec de la direcció de l'AZ la següent temporada. Amb Advocaar, l'equip neerlandès va acabar en cinquena posició de la lliga, aconseguint així classificar-se per disputar la Lliga Europa de la UEFA la temporada 2010-11.

#### Selecció russa
El 17 de maig del 2010 va ser nomenat com a nou entrenador de la selecció russa, començant la seva tasca el dia 1 de juliol d'aquell any, en substitució de Guus Hiddink. Advocaat va firmar per 4 anys per un total inferior als 6 milions de lliures que cobrava el seu predecessor.
El primer partit que va dirigir Advocaat com a seleccionador rus va ser durant la fase de classificació per a l'Eurocopa 2012, que va començar, inesperadament, amb una derrota contra Eslovàquia a casa; tot i així, Rússia va acabar quedant en primera posició del seu grup, motiu pel qual es va classificar directament per al torneig.
La participació russa durant l'Eurocopa del 2012 no va ser gaire reeixida; tot i una victòria en el primer partit de la fase de grups contra la República Txeca per 4-1, l'equip entrenat per Advocaat no va poder passar de l'empat (1-1) contra Polònia, una de les dues amfitriones de la competició (juntament amb Ucraïna), i va perdre contra Grècia en l'últim partit de la lligueta (0-1). Amb 4 punts, els russos no van poder passar a la següent fase i van quedar eliminats del torneig continental. Abans de començar la competició ja estava decidit que Advocaat no seguiria al càrrec després de l'Eurocopa, ja que l'entrenador neerlandès tenia pensat tornar al PSV Eindhoven.

#### PSV Eindhoven (segona etapa)
Després del seu pas per la selecció russa, Dick Advocaat va tornar al PSV Eindhoven. La seva segona etapa a l'equip neerlandès va començar l'1 de juliol del 2012. L'arribada d'Advocaat es va produir en substitució de Fred Rutten, que havia estat despatxat el març d'aquell mateix any; els últims mesos, l'equip havia estat sota les ordres de Phillip Cocu, qui havia actuat com a entrenador interí i havia aconseguit guanyar la Copa KNVB. Per a Advocaat, suposava el retorn al club on havia aconseguit els seus primers èxits com a entrenador.
Advocaat va començar la seva nova feina guanyant la competició amistosa 2012 Polish Masters, seguida per la victòria en la final de la Johan Cruijff-schaal, la supercopa neerlandesa, davant de l'Ajax d'Amsterdam (4-2). En canvi, l'inici de la lliga va comportar les primeres desfetes de l'equip d'Advocaat, que va patir una dolorosa derrota contra el Waalwijk. No obstant, durant el descans hivernal el PSV liderava la classificació, gràcies als gols de diferència, empatat amb l'FC Twente. Pel que fa a la competició continental, el PSV va quedar en tercera posició de la fase de grups de l'Europa League. Al final d'aquella temporada, l'equip d'Eindhoven va quedar en segona posició, per darrere de l'Ajax; a més a més, Advocaat i els seus jugadors van perdre la final de copa contra l'AZ Alkmaar. Després d'aquests cops, Advocaat va anunciar la seva retirada al finalitzar la temporada 2012-13.

#### AZ Alkmaar (segona etapa)
Tot i que Advocaat havia anunciat la seva retirada, el 15 d'octubre del 2013 va tornar a entrenar un equip; Gertjan Verbeek, fins aleshores entrenador de l'AZ Alkmaar, havia estat despatxat poc després d'iniciada la temporada. Davant de la dificultat en què es trobava l'equip, es va fer necessari fer tornar Advocaat del seu retir.

## Palmarès

### Com a jugador
- ADO Den Haag
  - KNVB Cup (1): 1968

### Com a entrenador
- Schiedamse Voetbal Vereniging
  - Eerste Divisie (1): 1989–90
- PSV Eindhoven
  - Eredivisie (1): 1996–97
  - KNVB Cup (1): 1995–96
  - Johan Cruijff Shield (3): 1996, 1997 i 2012
- Rangers Football Club
  - Scottish Premier League (2): 1998–99 i 1999–2000
  - Scottish Cup (2): 1999 i 2000
  - Scottish League Cup (1): 1998–99
- FC Zenit Sant Petersburg
  - Lliga russa de futbol (1): 2007
  - Supercopa russa de futbol (1): 2008
  - Copa de la UEFA (1): 2008
  - Supercopa d'Europa (1): 2008

### Personal
- La vitòria a la Copa de la UEFA de l'any 2008 va provocar que Advocaat fos nomenat Ciutadà Honorari de Sant Petersburg, convertint-se així en el primer ciutadà estranger en aconseguir aquest honor des del 1866.[76]